# 茵娜
茵娜（英語：Inna），原名埃琳娜·亚历山德拉·阿波斯托莱努（羅馬尼亞語：Elena Alexandra Apostoleanu，羅馬尼亞語發音：[eˈlena aleˈksandra apostoˈle̯anu]，1986年10月16日—），罗马尼亚歌手、舞者，生于罗马尼亚曼加利亚 。2008年的舞曲《Hot》因其强烈震撼的节奏成为罗马尼亚、摩尔多瓦、保加利亚、黎巴嫩等国的冠军单曲，2009年又排上Billboard排行榜冠军。与鲍勃泰勒合作的《Deja Vu》亦成为许多国家的冠军歌曲。2011年推出新单曲《Sun is Up》。曾获得MTV欧洲音乐大奖两项。

## 音乐作品

### 专辑
- Hot（英语：Hot (Inna album)）
- I Am the Club Rocker（英语：I Am the Club Rocker）
- Party Never Ends（英语：Party Never Ends）
- 茵娜（英语：Inna (album)） / Body and the Sun（英语：Inna (album)）
- Nirvana（英语：Nirvana (Inna album)）
- Yo（英语：Yo (album)）
- Heartbreaker（英语：Heartbreaker (Inna album)）
- Champagne Problems（英语：Champagne Problems (album)）（2022年）